# Агоста
Агоста, Аґоста (італ. Agosta) — муніципалітет в Італії, у регіоні Лаціо, метрополійне місто Рим-Столиця.
Агоста розташована на відстані близько 50 км на схід від Рима.
Населення — 1743 особи (2014).

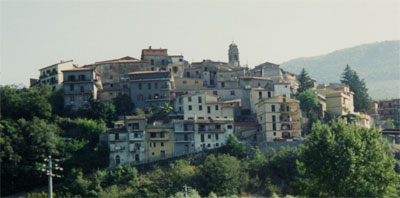

Щорічний фестиваль відбувається 28 серпня. Покровитель — Аврелій Августин.

## Історія
Територія Агости була заселена з доісторичних часів. Вона згадується в "Res Gestae" Августа як джерело акведука Aqua Marcia, після чого отримала свою назву від імені римського імператора. У 1051 році тут згадується замок, який згодом став володінням монастиря Субіако.

## Демографія
Населення за роками:

Станом на 1 січня 2023 року в муніципалітеті офіційно проживали 142 іноземці з 16 країн, серед них 108 громадян країн Євросоюзу та 1 громадянин України.

## Сусідні муніципалітети
- Кантерано
- Червара-ді-Рома
- Марано-Екуо
- Рокка-Кантерано
- Суб'яко